# Hubert Czuma
Hubert Walerian Czuma (ur. 2 listopada 1930 w Lublinie, zm. 19 września 2019 w Warszawie) – polski duchowny katolicki, jezuita, działacz opozycji w okresie PRL.

## Życiorys
Był synem Ignacego Czumy i Lubow z domu Szujskiej, bratankiem generała Waleriana Czumy, bratem Andrzeja, Benedykta, Jerzego i Łukasza Czumów. Studiował przez rok na Wydziale Filozofii Chrześcijańskiej Katolickiego Uniwersytetu Lubelskiego.
2 października 1948 w Kaliszu wstąpił do nowicjatu Towarzystwa Jezusowego. Święcenia kapłańskie otrzymał 30 października 1955 w Lublinie. Kształcił się w szkołach jezuickich (m.in. warszawskim Bobolanum). Ukończył studia teologiczne, po których pracował jako duszpasterz akademicki i prefekt małego seminarium w Łodzi. Od 1961 był przez dwa lata duszpasterzem akademickim w Gdańsku. Następnie przeniósł się do Lublina, gdzie w latach 1963–1971 był duszpasterzem akademickim, a także (od 1968) przełożonym wspólnoty jezuickiej na Katolickim Uniwersytecie Lubelskim.
Wspólnie z braćmi działał w niejawnej organizacji Ruch. Po jej dekonspiracji został w 1970 tymczasowo aresztowany i przewieziony do więzienia przy ul. Rakowieckiej w Warszawie, zwolniono go po ponad sześciu miesiącach m.in. na skutek zabiegów ze strony prymasa Stefana Wyszyńskiego.
Po zwolnieniu pracował w Kaliszu i Bydgoszczy. W 1973 został duszpasterzem akademickim w Szczecinie, gdzie przebywał przez pięć lat. Następnie wyjechał do Rzymu, gdzie uczestniczył w rocznym studium duchowości. W latach 1977–1979 był współorganizatorem Ruchu Obrony Praw Człowieka i Obywatela oraz Studenckiego Komitetu Solidarności w Szczecinie. W 1978 w trakcie posługi w Szczecinie był organizatorem odczytu opozycjonisty Leszka Moczulskiego, na którym obecnych było około półtora tysiąca słuchaczy. W konsekwencji na żądanie władz został przeniesiony do Radomia, gdzie pracował od 1979. Należał do „Solidarności”, po wprowadzeniu stanu wojennego zajmował się organizacją mszy za ojczyznę oraz pomocy osobom represjonowanym i ich rodzinom.
W latach 90. był redaktorem diecezjalnego tygodnika „Ave”. Jest autorem publikacji książkowych oraz artykułów w czasopismach kościelnych i świeckich.

## Odznaczenia, wyróżnienia i upamiętnienie
W 1995 otrzymał honorowe członkostwo w Niezależnym Samorządnym Związku Zawodowym „Solidarność”. Odznaczony Krzyżem Komandorskim Orderu Odrodzenia Polski (2006). Wyróżniony tytułem honorowego obywatela Szczecina (2008), Radomia (2015) oraz Lublina (2016). Otrzymał także Medal Bene Merenti Civitas Radomiensis. Jego imieniem nazwana została ulica w Radomiu.

## Wybrane publikacje
- Młodzi a problem odpowiedzialności, 1988
- Młodzi, brońcie swej godności!, 1988
- Wspomnienia z PRL (współautor), 2001